# Micrura olivaris
Micrura olivaris är en djurart som tillhör fylumet slemmaskar, och som beskrevs av Ernest F. Coe 1905. Micrura olivaris ingår i släktet Micrura och familjen Lineidae. Inga underarter finns listade i Catalogue of Life.